# Гришко Дмитро Сергійович
Дмитро́ Сергі́йович Гришко́ (*2 грудня 1985, Горлівка, Донецька область) — колишній український футболіст, захисник. Після завершення кар'єри футболіста зайнявся тренерською діяльністю.

## Ігрова кар'єра
Вихованець клубу «Спартак» (Горлівка). Перший тренер — Юрій Йосипович Фомін. У 2002 році він захищав кольори донецького «Шахтаря» в юніорському чемпіонаті України (ДЮФЛ).
Розпочав свою футбольну кар'єру в 2004 році у другій команді одеського «Чорноморця», «Чорноморець-2», що грав у Другій лізі. 1 березня 2005 року дебютував за першу команду в Прем'єр-лізі проти «Металіста» і поступово став основним гравцем. Протягом сезону 2010/11 був віце-капітаном команди.
Влітку 2011 року перейшов в першоліговий донецький «Олімпік» і у наступні три роки визнавався кращим гравцем клубу. Гришко допоміг «Олімпіку» завоювати путівку в Прем'єр-лігу за підсумками сезону 2013/14, виходив разом з командою до півфіналу Кубка України і допоміг команді завоювати путівку в Лігу Європи. Всього за шість сезонів Дмитро Гришко провів 149 матчів у складі «Олімпіка» і забив 8 голів. У червні 2017 року залишив команду.
9 липня 2017 року на правах вільного агента перейшов у російський «СКА-Хабаровськ», де виступав до літа 2018 року, коли його клуб вилетів з Прем'єр-ліги, після чого повернувся в «Олімпік».

## Тренерська кар'єра
У січні 2021 року Гришко завершив ігрову кар'єру і залишився у «Олімпіку» (Донецьк), де став працювати асистентом головного тренера.

## Досягнення
- Бронзовий призер чемпіонату України (1): 2005/06